# Звуковая система
Звукова́я систе́ма, правильнее звуковысо́тная систе́ма (нем. Tonsystem, от лат. systema, от др.-греч. σύστημα) — высотная (интервальная) организация муз. звуков на основе к.-л. единого принципа. В основе З. с. всегда лежит ряд тонов, находящихся в определённых, поддающихся измерению соотношениях. 
Термин восходит к древнегреческой теории музыки (гармонике), где словом σύστημα обозначался любой звукоряд от трёх ступеней и более (все возможные в звукоряде ступени охватывала так называемая Полная система).
Учение о «звуковой системе» активно практикуется в немецкой науке о музыке, где «Tonsystem» обозначает множество звуковысот (нем. Tonbestand, Tonvorrat, букв. — «звуковысотный запас», ср. англ. pitch space — «звуковысотное пространство»), организованных по каким-либо акустическим и формально-схематическим критериям (широты диапазона, количеству включённых звуковысот, скученности интервалов и т. д.) и пригодных для реализации (развёртывания) в живой музыкальной гармонии. Схематически это множество представляют, как правило, в виде линейной последовательности звуков (трихорда, тетрахорда, пентахорда, гексахорда и других звукорядов), в виде квинтового круга (особенно для европейских диатонических и хроматических систем) или спирали (англ. spiral array model), в виде двумерных решёточных диаграмм , других графических моделей.
В российской науке изучением абстрактных («доладовых») звуковысотных систем занимается дисциплина гармония, в части Роды интервальных систем. Математико-акустические принципы звуковысотных систем, главным образом, музыкальные строи (в том числе темперированные) — объект исследований в музыкальной акустике.